# Corallorhiza striata
Corallorhiza striata là một loài lan bản địa của Bắc Mỹ, đặc biệt ở Canada và miền bắc và miền tây Hoa Kỳ. Chúng được xếp vào phân họ Epidendroideae.

## Phân loài
- Corallorhiza striata var. involuta (Greenm.) Freudenst.
- Corallorhiza striata var. striata
- Corallorhiza striata var. vreelandii (Rydb.) L.O.Williams

## Các danh pháp đồng nghĩa
- Corallorrhiza bigelovii S.Watson 1877;
- Corallorrhiza ehrenbergii Rchb.f. 1850;
- Corallorrhiza involuta Greenm. 1898;
- Corallorrhiza macraei A.Gray 1856;
- Corallorrhiza ochroleuca Rydb. 1904;
- Corallorrhiza striata f. eburnea P.M.Br. 1994;
- Corallorrhiza striata f. flavida (T.A.Todsen & Todsen) P.M.Br. 1995;
- Corallorrhiza striata f. fulva Fernald 1946;
- Corallorrhiza striata var. flavida T.A.Todsen & Todsen 1971;
- Corallorrhiza striata var. involuta (Greenm.) Freudenst. 1997;
- Corallorrhiza striata var. vreelandii (Rydb.) L.O.Williams 1934;
- Corallorrhiza vreelandii Rydb. 1901;
- Neottia bigelowii (S.Watson) Kuntze 1891;
- Neottia ehrenbergii (Rchb.f.) Kuntze 1891;
- Neottia striata (Lindl.) Kuntze 1891[5][6]

## Hình ảnh

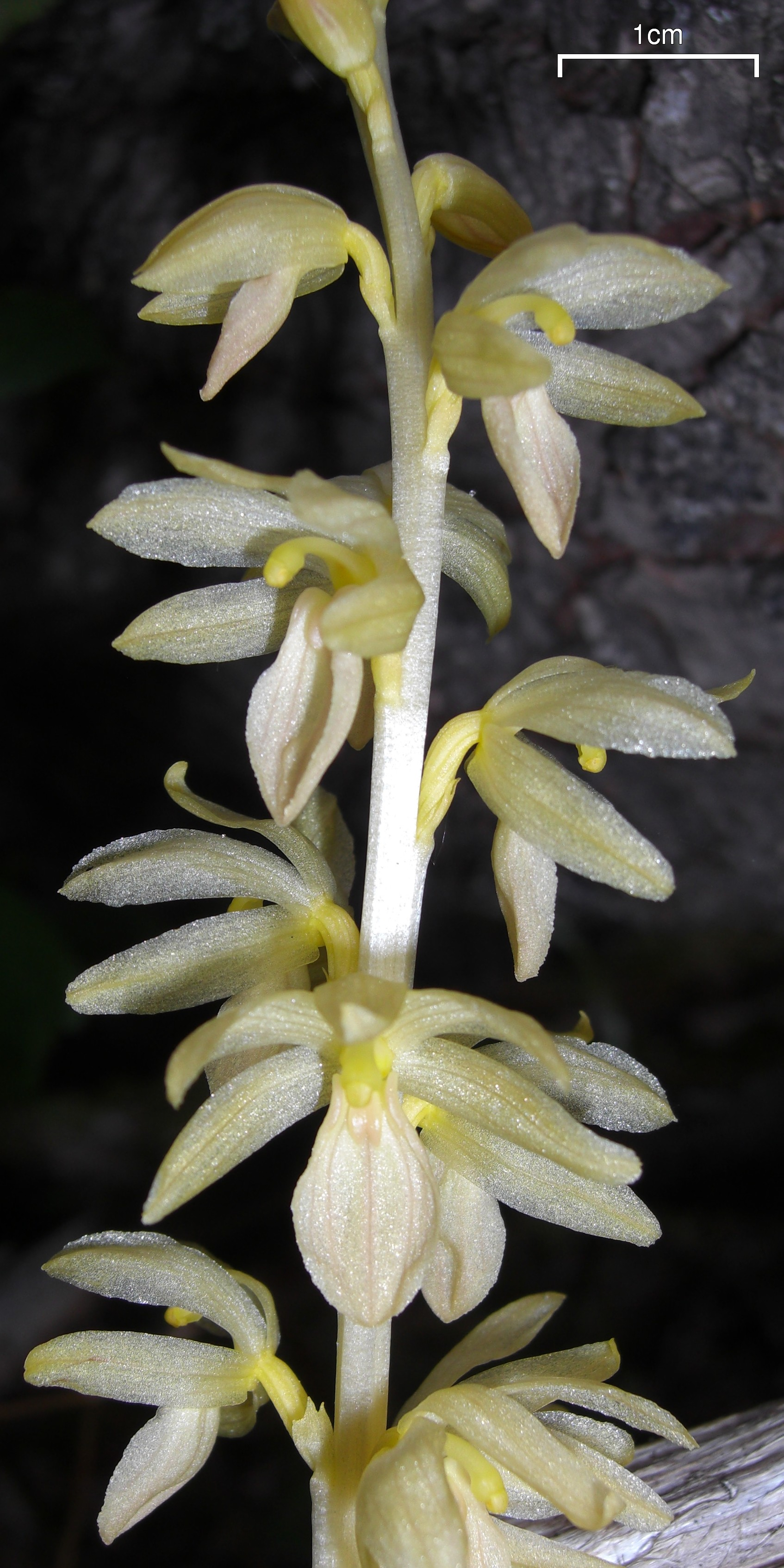
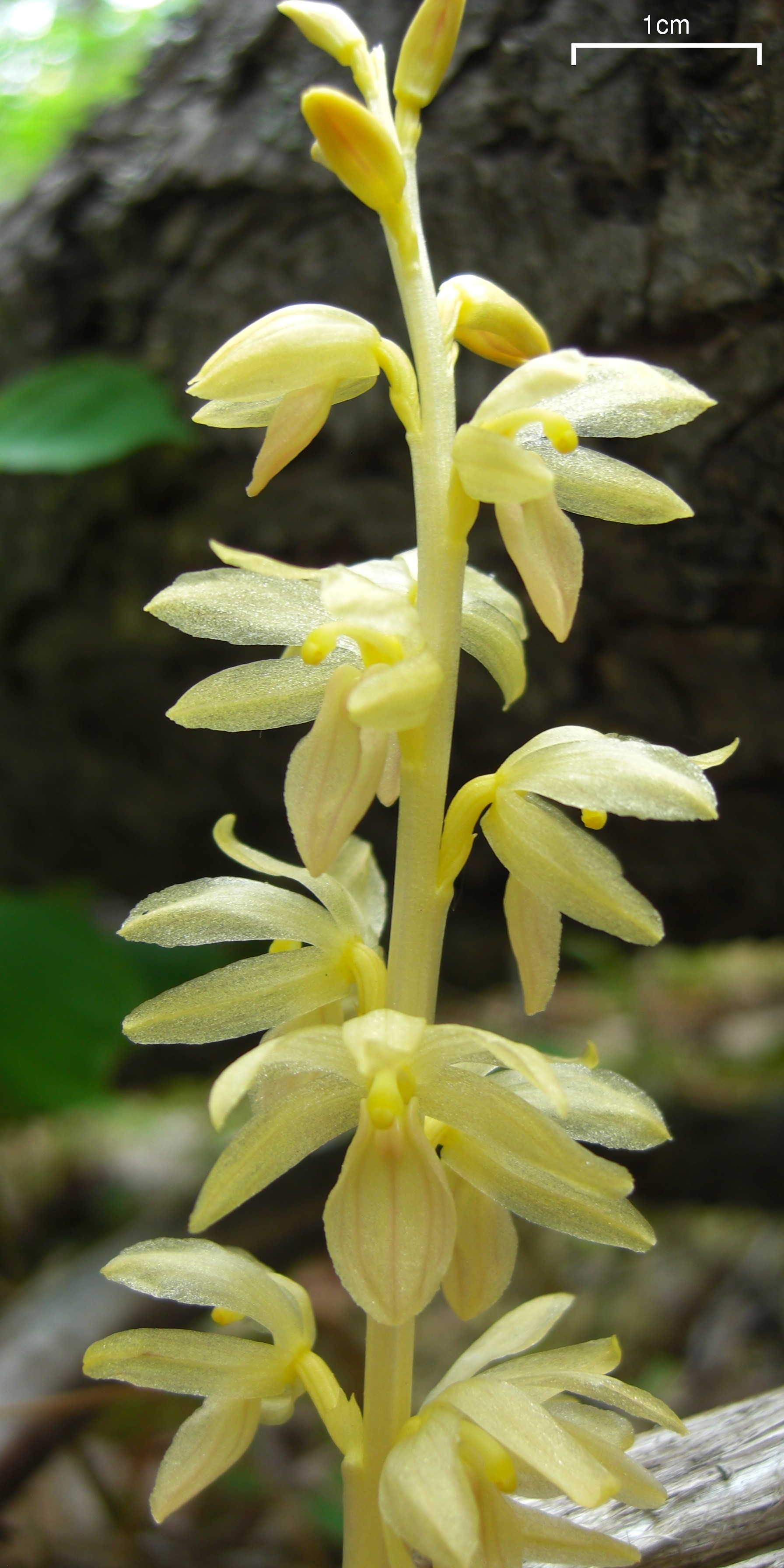
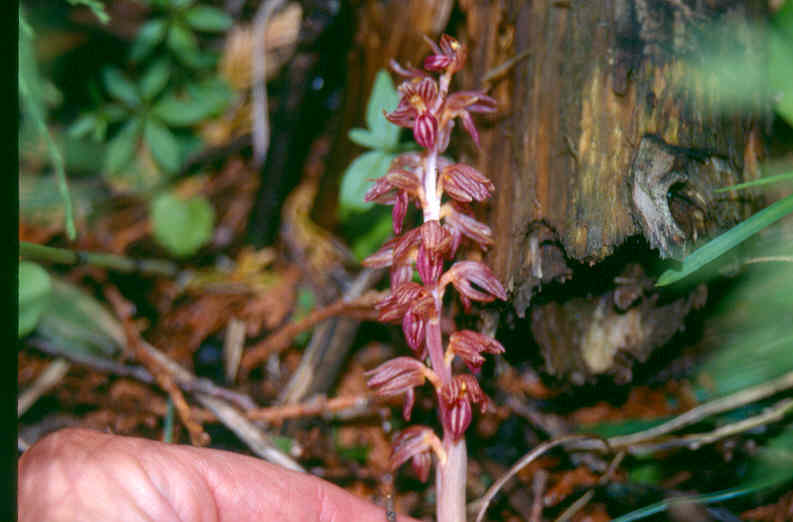
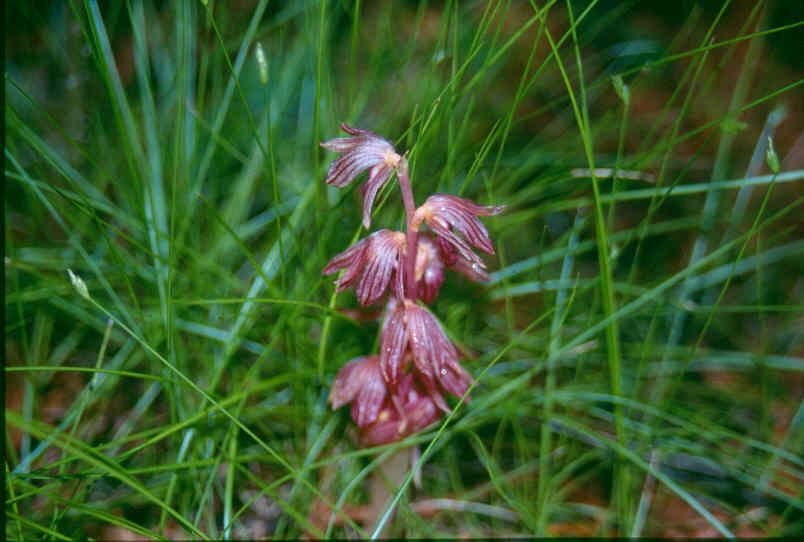
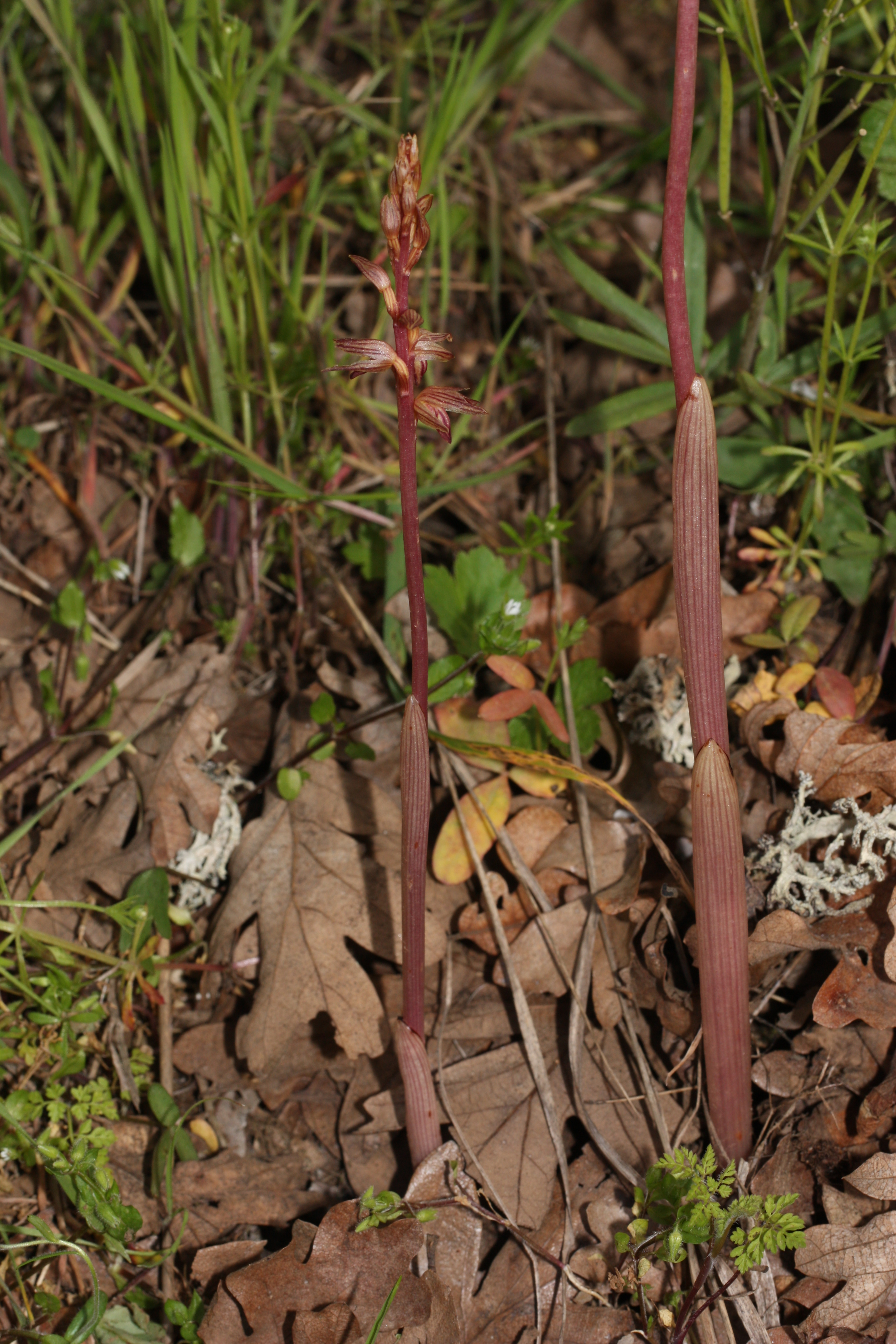